# Syzygium urophyllum
Syzygium urophyllum är en myrtenväxtart som beskrevs av Elmer Drew Merrill. Syzygium urophyllum ingår i släktet Syzygium och familjen myrtenväxter. IUCN kategoriserar arten globalt som sårbar. Inga underarter finns listade i Catalogue of Life.